# Liste des lieux de culte de l'Abitibi-Témiscamingue
La Liste des lieux de culte de la Lanaudière liste l'ensemble des lieux de culte situés dans la région administrative de l'Abitibi-Témiscamingue au Québec.

## Liste

### Lieux de culte chrétiens

#### Lieux de culte catholiques
| Lieu de culte                            | Illustration | Municipalité  | Adresse | Coordonnées | Année de construction | Lien dans l'ILCQ | Notes |
| ---------------------------------------- | ------------ | ------------- | ------- | ----------- | --------------------- | ---------------- | ----- |
| Cathédrale Sainte-Thérèse-d'Avila d'Amos |              | Amos          |         |             | 1922-1923             |                  |       |
| Église Saint-Georges de Rouyn-Noranda    |              | Rouyn-Noranda |         |             | 1954-1955             |                  |       |

Lieux de culte orthodoxes
| Lieu de culte                         | Illustration | Municipalité  | Adresse              | Coordonnées | Année de construction | Lien de l'ILCQ | Notes |
| ------------------------------------- | ------------ | ------------- | -------------------- | ----------- | --------------------- | -------------- | ----- |
| Église Saint-Georges de Rouyn-Noranda |              | Rouyn-Noranda | 204 Rue Taschereau O |             | 1954-1955             |                |       |

### Lieux de culte judaïques
| Lieu de culte              | Illustration | Municipalité  | Adresse | Coordonnées | Année de construction | Lien dans l'ILCQ | Notes |
| -------------------------- | ------------ | ------------- | ------- | ----------- | --------------------- | ---------------- | ----- |
| Synagogue de Rouyn-Noranda |              | Rouyn-Noranda |         |             | 1948                  |                  |       |